# Canzoni nel mondo
Canzoni nel mondo és una pel·lícula italiana del 1963 dirigida per Vittorio Sala, a mig camí entre el documental i un musical que fa un repàs pels cantants italians de música lleugera, alternant cançons amb sketches còmics. Una de les estrelles és Dean Martin, qui encara que estatunidenca era fill d'immigrants italians i, moltes vegades, cantava en italià.

## Repartiment
Gilbert Bécaud, Marpessa Dawn, Peppino di Capri, Juliette Gréco, Dean Martin, Melina Merkuri, Mick Micheyl, Mina, Georges Ulmer i Rika Zaraï.